# Lou (2022)
Lou ist ein US-amerikanischer Thriller von Anna Foerster aus dem Jahr 2022. Er wurde am 23. September 2022 auf Netflix veröffentlicht.

## Handlung
Im Jahr 1986 führt Lou ein ruhiges und zurückgezogenes Leben auf Orcas Island. Nachdem sie eines Tages beschlossen hat sich das Leben zu nehmen, wird sie von ihrer Nachbarin Hannah aufgesucht und verzweifelt darum gebeten ihr zu helfen ihre Tochter Vee zu retten, die während eines heftigen Sturms von ihrem vermeintlich toten Ex-Mann Philip entführt wurde. Noch bevor die beiden Frauen mit der Verfolgung beginnen können, explodiert Lous Truck durch eine vom ehemaligen Green Beret und Kriegsverbrecher Philip platzierte Bombe. Die beiden nehmen daraufhin die Verfolgung durch das Unwetter zu Fuß auf.
Auf dem Weg tötet Lou zwei von Philips Freunden in deren Hütte und erklärt Hannah, dass sie 26 Jahre für die CIA als Agentin gearbeitet hat. Sie schickt Hannah fort, damit diese Funkkontakt zur Polizei aufnehmen kann, während sie Philip und Vee an einem Strand ausfindig macht und konftroniert. Es stellt sich heraus, dass Lou Philips Mutter ist, die ihn als Kind während eines Undercovereinsatzes im Iran verließ, um ihre Tarnung nicht auffliegen zu lassen. Philip kann Lou in einem Kampf überwältigen und verwunden, bevor er mit Vee flieht.
Währenddessen kontaktiert Hannah Sheriff Rankin, doch dieser wird vom United States Marshals Service zurückgehalten, da es sich durch die von Philip begangenen Kriegsverbrechen inzwischen um eine Angelegenheit auf nationaler Ebene handelt. Hannah gelangt zum Leuchtturm am Strand von Eagle Bay, wo sie Philip verwunden und mit Vee fliehen kann. Den dort von Philip platzierten Sprengstroff kann Lou aus der Ferne zünden, um einen sich in der Nähe befindlichen CIA-Helikopter anzulocken. Nach einem intensiven Kampf am Strand umarmt Lou ihren Sohn und entschuldigt sich bei ihm, kurz bevor die herannahenden CIA-Agenten das Feuer auf sie eröffnen. Beide tauchen unter Wasser, um dem Gewehrfeuer zu entgehen.
Einige Zeit später wollen Hannah und Vee Orcas Island verlassen. Nach einer Befragung durch die CIA und einer Verabschiedung durch den Sheriff verlassen sie gemeinsam mit Lous Hund Jax die Insel über eine Fähre. Während der Überfahrt schaut der Hund zu einer Person auf dem Oberdeck, die die beiden Frauen mit einem Fernglas beobachtet. Eine Narbe am Arm und eine kupfernes Armband, welches ihr von Sheriff Rankin am Strand gegeben wurde, zeigen, dass es sich dabei um Lou handelt, die den Angriff der CIA-Agenten überlebt hat und über ihre Schwiegertochter und ihre Enkelin wacht.

## Produktion und Veröffentlichung
In 2019 wurde die Verpflichtung von Allison Janney als titelgebende Hauptrolle Lou bekanntgegeben. Im April 2021 trat Jurnee Smollett dem Cast als zweite Hauptrolle bei. Zudem wurde bekannt, dass Janney und Smollett bei dem Film als Executive Producer mitwirken. Der Produktionsstart sollte ursprünglich von Mai bis Juli 2020 in Vancouver erfolgen. Nachdem Paramount Pictures sich aus dem Projekt gezogen hat, entschied J.J. Abrams’ Produktionsfirma Bad Robot Productions den Film unabhängig von einem Studio zu produzieren. Die Veröffentlichung fand am 23. September 2022 über Netflix statt.

## Kritik
Auf Rotten Tomatoes erhielt der Film eine Zustimmung von 68 %, basierend auf 50 Kritiken mit einer durchschnittlichen Wertung von 6,1/10. Der Film füge dem Action-Thriller-Genre nichts Neues hinzu, er sei aber grundsätzlich eine unterhaltsame Erinnerung daran, dass mit Allison Janney nicht zu spaßen sei, heißt es übereinstimmend auf der Website. Ähnlich sieht es die Cinema, wonach „die gewohnt starke Hauptdarstellerin diesen Schlechtwetter-Actioner nicht aus seinem erzählerischen Tief befreien“ könne. Die Redaktion des Lexikon des internationalen Films vergab drei von fünf Sternen und urteilte: „Der Actionthriller weicht zwar wenig von etablierten Formeln ab, fesselt aber mit atmosphärischer Spannung. Die Musik, die Hauptdarstellerin und vor allem exzellente Kameraarbeit und beeindruckende Naturschauplätze tragen dazu bei, die Schwächen des Drehbuchs wettzumachen.“

## Synchronisation
Die deutschsprachige Synchronbearbeitung entstand bei der Interopa Film in Berlin. Klaus Hüttmann schrieb das Dialogbuch und führte Dialogregie.
| Darsteller           | Deutscher Sprecher | Rolle          |
| -------------------- | ------------------ | -------------- |
| Allison Janney       | Heide Domanowski   | Lou Adell      |
| Jurnee Smollett      | Anja Stadlober     | Hannah Dawson  |
| Logan Marshall-Green | Marcel Collé       | Phillip Dawson |
| Matt Craven          | Frank Röth         | Sheriff Rankin |
| Ridley Asha Bateman  | Lou von Lenski     | Vee Dawson     |